# Редман, Брайан
Бра́йан Ре́дман (англ. Brian Redman, 9 марта 1937, Коулн, Бернли, Ланкашир) — британский автогонщик, выступавший в Формуле-1 с 1967 по 1974, четырёхкратный победитель 24 часов Спа, победитель 12 часов Себринга, 1000 километров Нюрбургринга, Targa Florio и многих других гонок спорткаров.

## Карьера

### До Формулы-1
Первые крупные успехи в автоспорте Брайан Редман стал делать в 1965. В этом году он выиграл две гонки серии Autosport Championship в Ултон-Парке за рулём Jaguar E-Type. 
 В 1966 Редман выступал в British Sports Car Championship и Formula Libre на Lola T70. В этом же году Брайан Редман дебютировал в таких престижных гонках спортивных автомобилей, как 1000 километров Монцы, Спа и Нюрбургринга. Во всех этих гонках Редман финишировал в десятке, выступая на Ford GT40. В Спа он был четвёртым, выступая в команде Питера Сатклиффа, который и был его напарником.

### Сотрудничество с Жаки Иксом и дебют в Формуле-1 (1967—1968)
В 1967 Брайан Редман продолжил выступления в гонках спорткаров и занял 6 место в гонке 1000 километров Спа. Гонщик дебютировал в Ле-Мане в составе команды J. W. Automotive Engineering. Редман принимал участие в Гран-при Германии 1967 года, этапе Формулы-1, за команду Lola, но выступал там как пилот Формулы-2. Он не смог стартовать. В конце 1967 года Редман занял 6 место в гонке 1000 километров Парижа вместе с Ричардом Эттвудом на Ferrari 250 LM, а затем выиграл 9 часов Кьялами с Жаки Иксом. 

Полноценный дебют Брайана Редмана в Формуле-1 состоялся в 1968 в составе команды Cooper. В первой гонке сезона, Гран-при ЮАР, Редман не добрался до финиша, однако уже во второй своей гонке Формулы-1, Гран-при Испании 1968 года, пришёл третьим. Вместе с Жаки Иксом Брайан Редман выиграл 1000 километров Спа на Ford GT40. Но в Гран-при Бельгии гонщик попал в аварию и получил перелом руки. 3 место в Испании осталось единственным подиумом в Формуле-1 в карьере Редмана.

### Выступления за заводскую команду Porsche (1969)
В 1969 Брайан Редман не выступал в Формуле-1, но участвовал в гонках спорткаров за заводскую команду Porsche. Он выиграл пять гонок: 6 часов Брэндс-Хэтч, 1000 километров Монцы, Спа, Нюрбургринга, 6 часов Уоткинс-Глен — с Йо Зиффертом в качестве напарника, а также 1000 километров Цельтвега с Зиффертом и Куртом Аренсом. Однако в Ле-Мане Редман не смог добраться до финиша.

### Возвращение в John Wyer Automotive Engineering (1970—1971)
Несмотря на победы в престижных гонках, 1969 оказался единственным сезоном Редмана в составе Porsche. В 1970 гонщик вновь стал выступать за команду Джона Уайера и в начале года занял одновременно первое и второе место в гонках 24 часов Дайтоны, выступая на Porsche 917. Победу с Редманом разделили Педро Родригес и Лео Киннунен. В мае Йо Зифферт и Брайан Редман выиграли Targa Florio и 1000 километров Спа, также за рулём Porsche. В конце 1970 года Редман выиграл ряд гонок турнира Shell Drivers Cup, проходившего на юге Африки — в Южной Африке, Родезии и Португальском Мозамбике. 

Также в 1970 Брайан Редман вернулся в Формулу-1. Он принял участие в двух Гран-при за Frank Williams Racing Cars, но ни разу не смог выйти на старт. В 1971 Брайан Редман провёл лишь одну гонку за Surtees — Гран-при ЮАР, не набрав очков.

### Выступления за Scuderia Ferrari (1972—1973)
В 1972 Редман примкнул к легендарной автогоночной команде Ferrari. Брайан дебютировал за Ferrari в гонке 1000 километров Буэнос-Айреса и разделил 2 место с Клеем Регаццони на Ferrari 312 PB. С этим же напарником Редман стал 4-м в гонке 6 часов Дайтоны, 5-м — в гонке 1000 километров Брэндс-Хэтч. Вместе с другим гонщиком Scuderia Ferrari Артуро Мерцарио Брайан Редман стал победителем 1000 километров Спа. Это была уже четвёртая победа Редмана в бельгийском марафоне. Со своим давним напарником Жаки Иксом гонщик выиграл 1000 километров Цельтвега (во второй раз в своей карьере).

Следующий, 1973-й год был ознаменован продолжением сотрудничества Икса и Редмана. С ним Брайан Редман стал двукратным победителем 1000 километров Монцы и  выиграл 1000 километров Нюрбургринга. К этому добавились подиумы в гонках на выносливость в Валлелунге, Дижоне, Цельтвеге и Уоткинс-Глен. Все эти достижения были завоёваны на Ferrari 312 PB.

### Выступления в Формуле-1 за McLaren (1972)
В том же 1972 Брайан Редман провёл три гонки Формулы-1 за McLaren. Пилот дважды набрал очки, заняв 5 место в Гран-при Монако и Германии. В финале сезона, Гран-при США, Редман выступал за BRM на BRM P180, не добравшись до финиша. В общем зачёте сезона Формулы-1 Брайан Редман занял 14 место, с 4 очками.

### Последние гонки в Формуле-1 за Shadow (1973—1974)
В 1973 Брайан Редман провёл в Формуле-1 одну гонку за команду Shadow, дебютировавшую в «королевских гонках», — финал сезона в Уоткинс-Глен, который был омрачён гибелью Франсуа Севера. Стартовав 13-м, Редман был дисквалифицирован за постороннюю помощь на трассе.

Брайан Редман продолжил выступления за Shadow в 1974. Это было связано с ещё одной трагедией — выступавший за команду Питер Ревсон погиб на тестах в Кьялами. Редман участвовал в трёх Гран-при, не набрав очков. Гран-при Монако 1974 года стал последней гонкой Брайана Редмана в Формуле-1.

### Дальнейшие выступления в гонках
Несмотря на то, что Редман прекратил выступления в Формуле-1 после 1974, его автоспортивная карьера продолжалась на протяжении ещё долгих лет и продолжала быть очень успешной. Начиная с 1974, Брайан Редман выступал преимущественно в Северной Америке. Гонщик стал трёхкратным чемпионом американской Формулы-5000, выиграв три сезона подряд (1974—1976).
В 1974 он занял 2 место в гонке серии Can-Am на трассе Мид-Огайо (Лексингтон), а в 1975 впервые в карьере выиграл 12 часов Себринга на BMW 3,0 CSL. В дальнейшем Редман стал двукратным победителем 24 часов Дайтоны (1976) и 12 часов Себринга (1978).

В 1981 Брайан Редман выиграл IMSA GT Championship. В 1984 и 1985 он выиграл по одной гонке в чемпионате. Редман выступал в серии до 1988, когда занял 2 место в гонке 24 часов Дайтоны на Porsche 962 (напарники — Боб Воллек и Мауро Бальди).

В 1989 Брайан Редман выступал в Чемпионате мира среди спортпрототипов (World Sports Prototype Championship). В этом же году гонщик принял участие в гонке 24 часов Ле-Мана в последний раз в своей карьере.

В дальнейшем Брайан продолжал выступать в отдельных гонках на выносливость. Редман основал автогоночную команду Redman-Bright. В 1997 в её составе дебютировал в Формуле-3 уругвайский автогонщик Гонсало Родригес.

## Таблица выступлений в автоспорте

### Формула-1
| Легенда к таблице |                                                                    |
| --- | ------------------------------------------------------------------ |
| В таблице перечислены результаты всех Гран-при Формулы-1, в которых принимал участие гонщик. Строками таблицы являются сезоны, столбцами — этапы чемпионата мира. В каждой клетке указаны сокращённое название этапа и результат, дополнительно обозначенный цветом. Расшифровка обозначений и цветов представлена в нижеследующей таблице. |                                                                    |
| \| Пример \| Описание \| \| ------------ \| ------------------------------------------------------------------ \| \| 1 \| Победитель \| \| 2 \| Второе место \| \| 3 \| Третье место \| \| 5 \| Финишировал, заработав очки \| \| Сход \| Не финишировал, но при этом заработал очки \| \| 12 \| Финишировал, не получив очков \| \| НКЛ \| Финишировал, но не попал в финальную классификацию \| \| 15 \| Участвовал вне зачёта, либо по отдельной классификации \| \| 18 \| Не финишировал, но попал в финальную классификацию \| \| Сход \| Не финишировал \| \| НКВ \| Не прошёл квалификацию \| \| НПКВ \| Не прошёл предквалификацию \| \| ДСК \| Дисквалифицирован \| \| ИСК \| Исключён из протокола соревнований \| \| ТТ \| Заявлен для участия только в тренировках \| \| НС \| Участвовал в квалификации, но не стартовал в гонке \| \| Т \| Травмирован или болен \| \| ОТК \| Отказ от участия \| \| НТР \| Прибыл на соревнования, но на трассу не выезжал \| \| НПР \| Был заявлен в числе участников, но не прибыл к началу соревнований \| \| О \| Соревнования отменены \| \| \| Не участвовал \| \| Поул-позиция \| \| \| Быстрый круг \| \| |                                                                    |
| Пример | Описание                                                           |
| 1 | Победитель                                                         |
| 2 | Второе место                                                       |
| 3 | Третье место                                                       |
| 5 | Финишировал, заработав очки                                        |
| Сход | Не финишировал, но при этом заработал очки                         |
| 12 | Финишировал, не получив очков                                      |
| НКЛ | Финишировал, но не попал в финальную классификацию                 |
| 15 | Участвовал вне зачёта, либо по отдельной классификации             |
| 18 | Не финишировал, но попал в финальную классификацию                 |
| Сход | Не финишировал                                                     |
| НКВ | Не прошёл квалификацию                                             |
| НПКВ | Не прошёл предквалификацию                                         |
| ДСК | Дисквалифицирован                                                  |
| ИСК | Исключён из протокола соревнований                                 |
| ТТ | Заявлен для участия только в тренировках                           |
| НС | Участвовал в квалификации, но не стартовал в гонке                 |
| Т | Травмирован или болен                                              |
| ОТК | Отказ от участия                                                   |
| НТР | Прибыл на соревнования, но на трассу не выезжал                    |
| НПР | Был заявлен в числе участников, но не прибыл к началу соревнований |
| О | Соревнования отменены                                              |
| | Не участвовал                                                      |
| Поул-позиция |                                                                    |
| Быстрый круг |                                                                    |

| Сезон | Команда                    | Шасси          | Двигатель                | Ш | 1        | 2     | 3   | 4        | 5      | 6        | 7      | 8       | 9   | 10  | 11  | 12       | 13  | 14  | 15      | Место | Очки |
| ----- | -------------------------- | -------------- | ------------------------ | - | -------- | ----- | --- | -------- | ------ | -------- | ------ | ------- | --- | --- | --- | -------- | --- | --- | ------- | ----- | ---- |
| 1967  | Lola Cars                  | Lola T100 (F2) | Ford Cosworth FVA 1,6 L4 |   | ЮАР      | МОН   | НИД | БЕЛ      | ФРА    | ВЕЛ      | ГЕР НС | КАН     | ИТА | США | МЕК |          |     |     |         | —     | 0    |
| 1968  | Cooper Car Company         | Cooper T81B    | Maserati 10/F1 3,0 V12   |   | ЮАР Сход |       |     |          |        |          |        |         |     |     |     |          |     |     |         | 19    | 4    |
| 1968  | Cooper Car Company         | Cooper T86B    | BRM P142 3,0 V12         |   |          | ИСП 3 | МОН | БЕЛ Сход | НИД    | ФРА      | ВЕЛ    | ГЕР     | ИТА | КАН | США | МЕК      |     |     |         | 19    | 4    |
| 1970  | Rob Walker Racing Team     | Lotus 49C      | Ford Cosworth DFV 3,0 V8 |   | ЮАР НС   | ИСП   | МОН | БЕЛ      | НИД    | ФРА      |        |         |     |     |     |          |     |     |         | —     | 0    |
| 1970  | Frank Williams Racing Cars | De Tomaso 505  | Ford Cosworth DFV 3,0 V8 |   |          |       |     |          |        |          | ВЕЛ НС | ГЕР НКВ | АВТ | ИТА | КАН | США      | МЕК |     |         | —     | 0    |
| 1971  | Team Surtees               | Surtees TS7    | Ford Cosworth DFV 3,0 V8 |   | ЮАР 7    | ИСП   | МОН | НИД      | ФРА    | ВЕЛ      | ГЕР    | АВТ     | ИТА | КАН | США |          |     |     |         | —     | 0    |
| 1972  | Yardley Team McLaren       | McLaren M19A   | Ford Cosworth DFV 3,0 V8 |   | АРГ      | ЮАР   | ИСП | МОН 5    | БЕЛ    | ФРА 9    | ВЕЛ    | ГЕР 5   | АВТ | ИТА | КАН |          |     |     |         | 14    | 4    |
| 1972  | Marlboro BRM               | BRM P180       | BRM P142 3,0 V12         |   |          |       |     |          |        |          |        |         |     |     |     | США Сход |     |     |         | 14    | 4    |
| 1973  | Shadow Racing Team         | Shadow DN1     | Ford Cosworth DFV 3,0 V8 |   | АРГ      | БРА   | ЮАР | ИСП      | БЕЛ    | МОН      | ШВЕ    | ФРА     | ВЕЛ | НИД | ГЕР | АВТ      | ИТА | КАН | США ДСК | —     | 0    |
| 1974  | UOP Shadow Racing Team     | Shadow DN3     | Ford Cosworth DFV 3,0 V8 |   | АРГ      | БРА   | ЮАР | ИСП 7    | БЕЛ 18 | МОН Сход | ШВЕ    | НИД     | ФРА | ВЕЛ | ГЕР | АВТ      | ИТА | КАН | США     | —     | 0    |